# Crania bouryi
Espèce
Crania bouryi est une espèce fossile de brachiopodes de la famille des Craniidae.

## Systématique
L'espèce Crania bouryi a été décrite en 1915 par Jacques de Morgan (1857-1924).

### Publication originale
- Jacques de Morgan, « Note sur les Mollusques brachiopodes des faluns de la Touraine », Bulletin de la Société Géologique de France, Paris, vol. 4, no 15,‎ 1915, p. 260-273 (ISSN 0037-9409, e-ISSN 1777-5817).